# Vera&John
Vera&John è un casinò online con sede a Malta. Vera&John viene gestito da Dumarca Gaming Ltd società di proprietà del gruppo Dumarca Holdings PLC che è stato acquisito da Intertain Group Ltd nel 2015. Il gruppo Intertain Group Ltd è quotato sulla borsa di Toronto Stock Exchange. Vera&John ha una licenza ed è sotto il controllo della Malta Gaming Authority (Autorità di Malta per il Gioco) e della UK Gambling Commission (Commissione per il gioco d'azzardo del Regno Unito). Vera&John è stato fondato da Jörgen Nordlund, già fondatore di Maria Bingo, che è stato acquisito da Unibet per 54 milioni di sterline nel 2007.

## Storia
- 2010 - Il casinò Vera&John è stato inaugurato. Era orientato prevalentemente al mercato del gioco d'azzardo scandinavo con giochi di Betsoft, Microgaming e NYX Gaming.
- 2011 - Sono stati aggiunti giochi Net Entertainment alla selezione di Vera&John.
- 2013 - I giochi di Yggdrasil Gaming sono stati resi disponibili nel casinò Vera&John.[5]
- 2014 - Vera&John afferma di essere il primo casino regolamentato ad accettare i Bitcoin come opzione di pagamento, ma poi sospende il pagamento in Bitcoin tre mesi più tardi.[6][7]
- 2015 - Vera&John viene acquisito dal gruppo Intertain Group Ltd per 89,1 milioni di euro.[8]